# クライメット・プレッジ・アリーナ

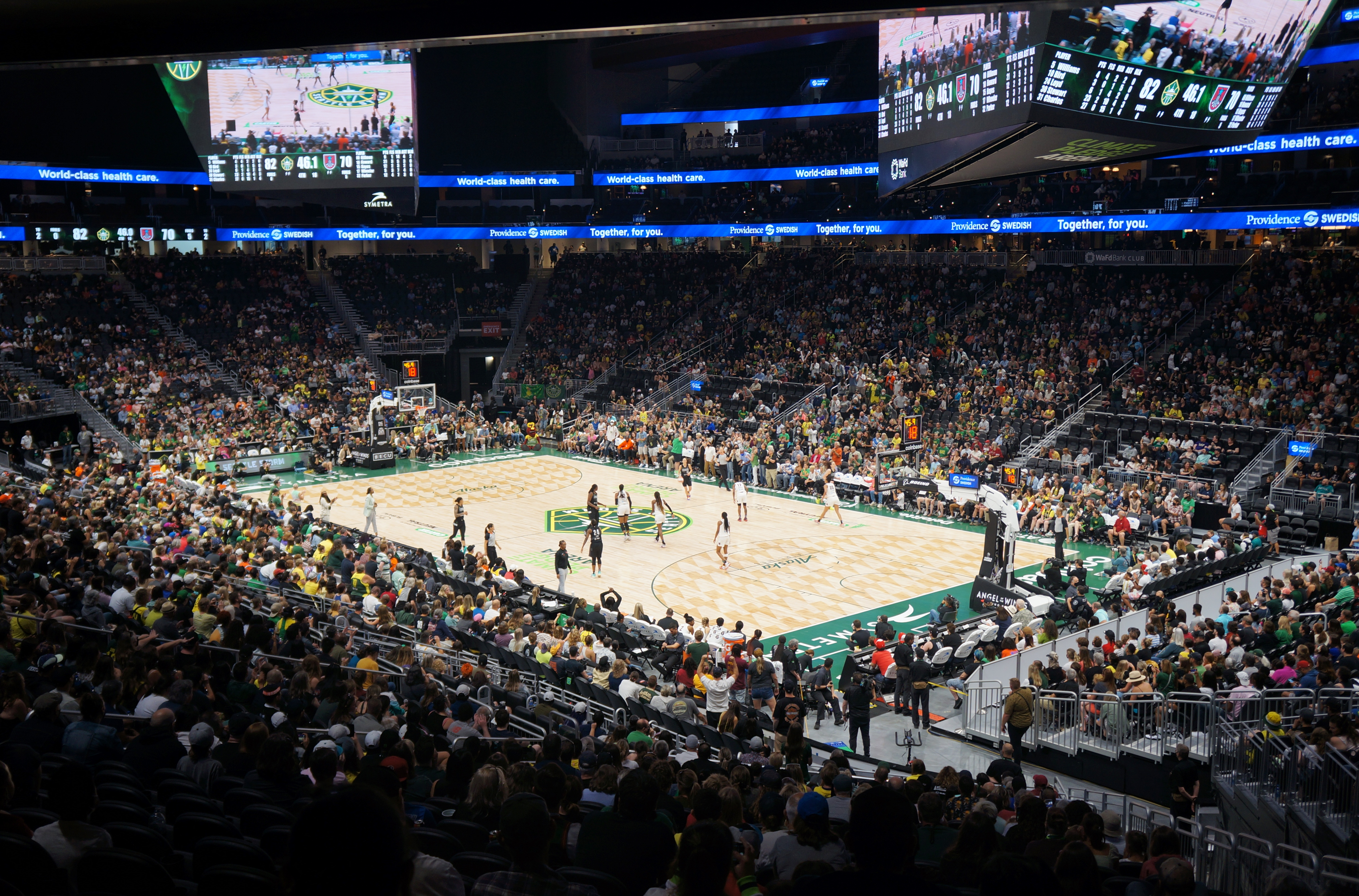
アリーナ内部

クライメット・プレッジ・アリーナ（Climate Pledge Arena）は、アメリカ合衆国ワシントン州シアトルのダウンタウン北部のシアトル・センター内にある屋内競技場。NHLのシアトル・クラーケン、WNBAのシアトル・ストームの本拠地でもある。
NBAのシアトル・スーパーソニックスも、2008年まで使用していた。

## 概要
1962年に、シアトル・センター・コロシアムとして開場。1974年には、NBAオールスターゲームを開催。収容人員が14,000人しかない関係で、ソニックスはプレーオフなどではキングドームを利用していた。雨漏りも起きたことがあり、1986年1月5日のフェニックス・サンズ戦は、NBAの試合で初の雨天中止となってしまった。また、1972年には、スペンサー・ヘイウッドが雨漏りのためスリップして膝を負傷するといった事態も起きていた。1994年に大規模な改修工事を行い、キー銀行の命名権取得でリニューアルオープンした。収容人数も3,000人増加した。改修工事中、スーパーソニックスの本拠地は、マーサー・アリーナで試合を行なった。
また、コンサートやアイスホッケーの試合も行なわれている他、毎年8月には『Dota 2』の世界最高賞金額のeスポーツ大会The Internationalが開催されていた。